# ㅣ
ㅣ (reviderad romanisering: i, hangul: 이) är den tjugofjärde bokstaven i det koreanska alfabetet. Den är en av tio grundvokaler.